# Multitarea

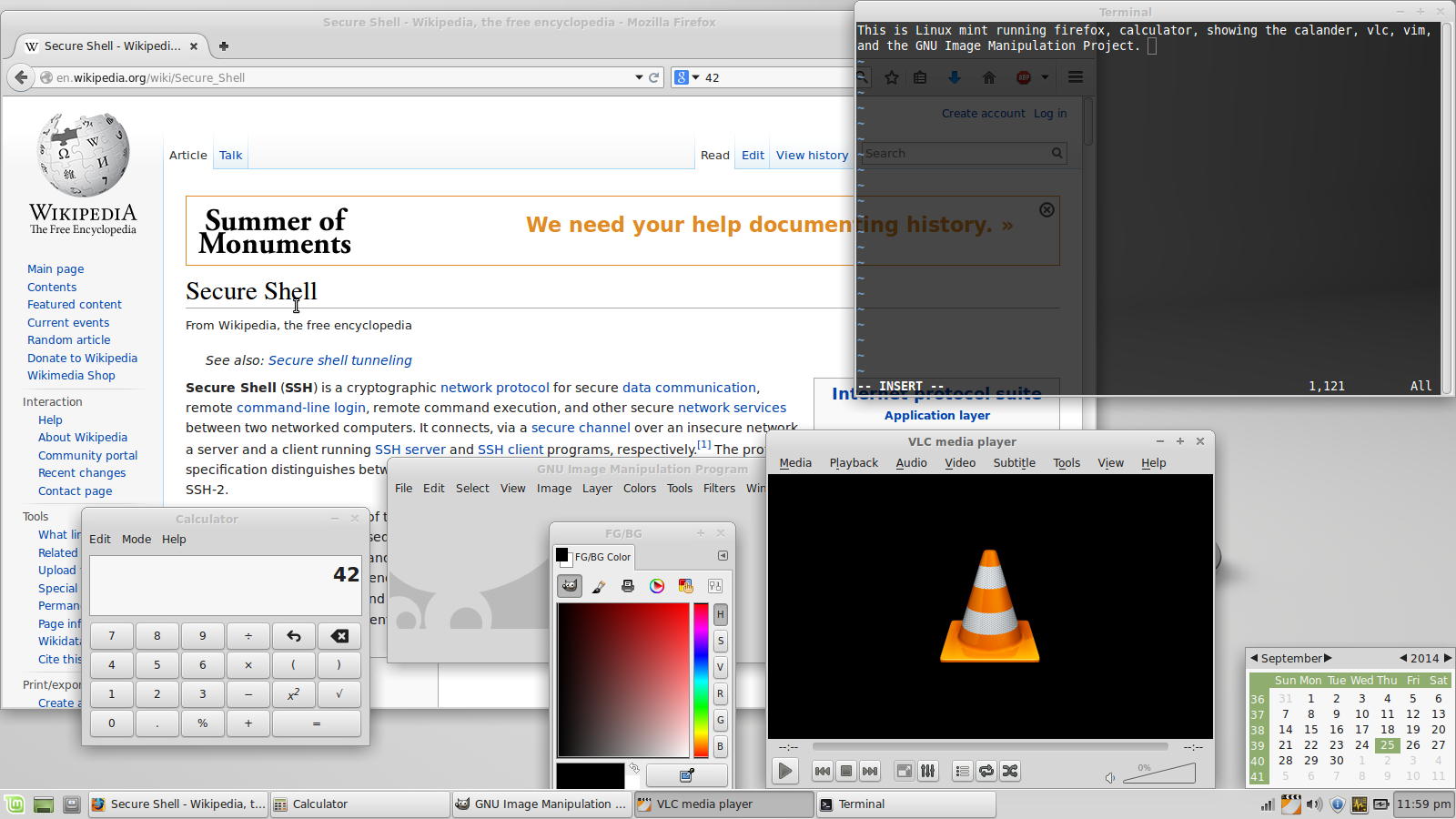
Los sistemas operativos de escritorio modernos son capaces de manejar un gran número de procesos diferentes al mismo tiempo. Esta captura de pantalla muestra Linux Mint ejecutando simultáneamente el entorno de escritorio Xfce, Firefox, un programa de calculadora, el calendario integrado, Vim, GIMP y el reproductor multimedia VLC.

La multitarea es la característica de los sistemas operativos modernos que permite que varios procesos o aplicaciones se ejecuten aparentemente al mismo tiempo, compartiendo uno o más procesadores. 
Los sistemas operativos multitarea son capaces de dar servicio a más de un proceso a la vez para permitir la ejecución de muchos más programas.
En esta categoría también se encuentran todos los sistemas que cumplen simultáneamente las necesidades de dos o más usuarios —llamados sistemas multiusuario— que compartan los mismos recursos. Este tipo de sistemas se emplea especialmente en redes. En resumen, se trata de fraccionamiento del tiempo.

## Tipos de multitarea

### Cooperativa
En la multitarea cooperativa el sistema operativo da el control a un proceso y es este el que cede de nuevo el control cuando decide voluntariamente que no puede seguir su ejecución, pasando a estar en espera. Al depender del propio proceso en ejecución puede ser problemática, puesto que si el proceso de usuario se interrumpe y no cede la CPU al sistema operativo, todo el sistema quedará bloqueado, es decir, sin poder hacer nada. Da lugar también a latencias muy irregulares y la imposibilidad de tener en cuenta este esquema en sistemas operativos de tiempo real. Las versiones de Microsoft Windows desde la 3 hasta el 95 (todas ejecutadas bajo MS.DOS) son un ejemplo de este tipo de Sistema Operativo con multitarea cooperativa. También fue usado por Apple en el Mac OS Classic.

### Apropiativa o preventiva
En la multitarea apropiativa o multitarea preventiva, el sistema operativo es el encargado de administrar el/los procesador(es) repartiendo el tiempo de uso entre los procesos que estén esperando para utilizarlo. Cada proceso utiliza el procesador durante lapsos cortos, pero el resultado final es virtualmente igual a ejecutarse todo al mismo tiempo. Ejemplos de sistemas de este tipo serían Unix y sus derivados (FreeBSD, Linux), VMS y derivados, AmigaOS, Windows NT, el IBM360 o los DEC PDP. El sistema operativo del Sinclair QL usaba este tipo de multitarea.

### Real
Solo se da en sistemas con multiprocesador; varios procesos se ejecutan realmente al mismo tiempo en distintos microprocesadores; suele ser también preferente. Ejemplos de sistemas operativos con esa capacidad: variantes de Unix, Windows NT, Mac OS X.